# 哈里森鎮區 (內布拉斯加州水牛縣)
哈里森鎮區（英語：Harrison Township）是位於美國內布拉斯加州水牛縣的一個行政鎮區。

## 地方資料
哈里森鎮區的面積為92.75平方千米，當中陸地面積為92.62平方千米，而水域面積為0.13平方千米。根據2020年美國人口普查的數據，當地共有人口59人，而人口密度為每平方千米0.64人。